# Zola Amaro
Zola Amaro nombre artístico de Risoleta de la Mazza Simões Lopes (Pelotas, 26 de enero de 1891 - 14 de mayo de 1944) fue una cantante lírica brasileña. Había comenzado a cantar a los 14 años en fiestas de beneficencia y en iglesias de su ciudad natal. La cualidad y potencia de su voz de soprano ya impresionaban a la comunidad musical pelotense.
En 1906, se casó con Antonio Amaro da Silveira, con quien tuvo tres hijos.
En 1915, a los 24 años, en ocasión de la temporada lírica del Teatro Sete de Abril, Zola recibe en su casa a los artistas más importantes de Europa, y atrae a más admiradores. Cuando la oye cantar Amelita Galli-Curci, soprano italiana de renombre mundial, declara que Zola será la mayor Norma de todos los tiempos, en una referencia a la obra de Bellini. Amelita fue profética: Zola fue la primera sudamericana en presentarse en el Teatro de La Scala, de Milán, y se convirtió en la primera cantante de ópera brasileña en lograr el éxito internacional.
En 1917, Zola viajó, con su familia, en el barco General Artigas, habiendo embarcado en Río de Janeiro, a Buenos Aires especialmente para encontrarse con Enrico Caruso, que entonces se presentaba en aquella Capital, y le oyó elogios entusiastas, que estimularía la siguiente carrera. Debutó en la ciudad de La Plata, cantando Aída de Verdi.
Su debut se produjo el 4 de septiembre de 1919, en la apertura de la temporada lírica del Teatro Municipal do Rio de Janeiro con la ópera Aida, de Verdi. A propósito, el crítico Oscar Guanabarino, temido por su rigor, escribió en su columna periodística que Zola era una soprano absoluta.
Con su performance en la ópera O Guarani, de Carlos Gomes, obtuvo críticas calurosas de Guanabarino y de otros críticos y periodistas. Igualmente exitosas fueron sus interpretaciones en las óperas Norma, Gioconda, Cavalleria Rusticana y La Fuerza del Destino, entre tantas otras.
En el exterior, Zola se presentó en los teatros Solís de Montevideo, Constanzi de Roma, Coliseo de Buenos Aires, Verdi de Florencia y La Scala de Milán.
Su larga carrera terminó en 1937, con las presentaciones de Cavalleria rusticana y Tosca en el Teatro Municipal de Río de Janeiro. Y en 1944, volvió a residir en la ciudad de Pelotas.
Zola falleció de muerte súbita, a los 53 años de edad.
Uno de sus hijos, José Amaro, intentó seguir los pasos de su madre, como cantor lírico, sin resultados satisfactorios.

## Honores

### Eponimia
- Escuela Municipal Zola Amaro - Barrio Fragata, Pelotas[7]

- Plaza Zola Amaro, Río de Janeiro[8]

- Rua Zola Amaro, Barrio de Vila Guimarães, Nova Iguaçu, Estado de Río de Janeiro[9]

- Rua Zola Amaro, Pelotas[10]

- Travessa Zola Amaro, Sao Paulo[11]